# Kjetil Nilsen
Kjetil Nilsen (Oslo, 19 febbraio 1975) è un ex calciatore norvegese, di ruolo centrocampista.

## Carriera

### Club
Nilsen giocò per il Drøbak/Frogn, per passare poi al Lillestrøm. Esordì nella Tippeligaen il 13 aprile 1998, quando fu titolare nella sconfitta per 0-3 contro il Kongsvinger. Il 27 aprile dello stesso anno, segnò la prima rete, contribuendo al successo per 3-2 sul Vålerenga.
Nel 2001 passò al Romerike e nel 2003 al Follo. Nel 2009 si trasferì poi al Modum, dove chiuse la carriera.